# Melipotis strigifera
Melipotis strigifera är en fjärilsart som beskrevs av Walker 1857. Melipotis strigifera ingår i släktet Melipotis och familjen nattflyn. Inga underarter finns listade i Catalogue of Life.